# وليام جيلسون فارلو
وليام جيلسون فارلو (بالإنجليزية: William Gilson Farlow)‏(1844-1919) عالم نبات أميركي ولد في بوسطن، ماساشوستس، وتلقى تعليمه في جامعة هارفارد بين عامي 1866 - 1870 وبعد عدة سنوات من الدراسة الأوروبية، أصبح أستاذا مساعدا لعلم النبات في عام 1874 وأستاذ علم النبات في عام 1879.

## روابط خارجية
- وليام جيلسون فارلو على موقع الموسوعة البريطانية (الإنجليزية)
- National Academy of Sciences Biographical Memoir